# Бородина, Лариса Михайловна
Лариса Михайловна Бородина (род. 10 декабря 1961) — советская и российская актриса театра и кино.

## Биография
- 1993 год — окончила ГИТИС (мастерская A. Васильева)

В 1987 году дебютировала в главной роли в фильме «Прощай, шпана замоскворецкая…», получив в 1988 году на кинофестивале в Барселоне приз за лучшую женскую роль.

Лариса Бородина убедительна в изображении скромной девушки, дочери инвалида войны и подруги соседского преступника. Её персонаж, отмеченный с самого начала безудержно трагической аурой, оказывается своего рода городской Джульеттой, чей Ромео, который из-за неё сталкивается с миром преступности, не следует за ней в её драматическом финале.
Оригинальный текст (исп.)Larissa Borodina resulta también convincente en su caracterización de chica humilde,hija de un inválido de guerra y novia de un delincuente de barrio. Su personaje, marcado desde el comienzo por un aire irremediablemente trágico, resulta una especie de Julieta suburbial, cuyo Romeo, que no en vano se enfrenta con el mundo del delito, no la sigue en su dramático final.
— Испанская газета «El País», 1989 год

## Фильмография
| Год  |   | Название                                    | Роль                       |
| ---- | - | ------------------------------------------- | -------------------------- |
| 1987 | ф | Прощай, шпана замоскворецкая…               | Милка                      |
| 1988 | ф | Мерзавец                                    | Ирада                      |
| 1988 | ф | Щенок                                       | пьяная девушка в общежитии |
| 1989 | ф | Я в полном порядке                          | Имя персонажа не указано   |
| 1990 | ф | Час оборотня                                | Имя персонажа не указано   |
| 1991 | ф | Лох — победитель воды                       | Валентина                  |
| 1992 | ф | Сам я — вятский уроженец                    | Рая                        |
| 1992 | ф | Трактористы II                              | Марьяна Бажан              |
| 1992 | ф | Тьма                                        | Имя персонажа не указано   |
| 1993 | ф | Дети чугунных богов                         | Райка                      |
| 1993 | ф | Я — Иван, ты — Абрам                        | эпизод                     |
| 2003 | ф | Даша Васильева. Любительница частного сыска | Каролина                   |
| 2003 | ф | Кавалеры морской звезды                     | эпизод                     |
| 2006 | с | Солдаты-6                                   | эпизод                     |

## Театр
Актриса театра «Школа драматического искусства».